# Лобазовский сельсовет
Лоба́зовский сельсовет — муниципальное образование со статусом сельского поселения в Октябрьском районе Курской области Российской Федерации.
Административный центр — село Журавлино.

## История
Статус и границы сельсовета установлены Законом Курской области от 21 октября 2004 года № 48-ЗКО «О муниципальных образованиях Курской области».

## Население
| 2002  | 2010 | 2012 | 2013 | 2014 | 2015 | 2016 |
| ----- | ---- | ---- | ---- | ---- | ---- | ---- |
| 914   | ↘828 | ↗866 | ↗955 | ↗994 | ↗997 | ↘974 |
| 2017  | 2018 | 2019 | 2020 | 2021 |      |      |
| ↗1003 | ↘977 | ↘950 | ↗961 | ↗986 |      |      |

## Состав сельского поселения
| № | Населённый пункт | Тип населённого пункта       | Население |
| - | ---------------- | ---------------------------- | --------- |
| 1 | Горбулино        | хутор                        | ↘7        |
| 2 | Гремячка         | деревня                      | →232      |
| 3 | Журавлино        | село, административный центр | ↗223      |
| 4 | Журавлинский     | хутор                        | ↘41       |
| 5 | Лебедин          | хутор                        | ↘74       |
| 6 | Лобазовка        | деревня                      | ↘160      |
| 7 | Первомайский     | хутор                        | ↘38       |
| 8 | Юрьевка          | деревня                      | ↘53       |